# Ван Кортленд, Пьер
Пьер Ван Кортленд (англ. Pierre Van Cortlandt; 10 января 1721 — 1 мая 1814) — американский политик, ставший первым вице-губернатором штата Нью-Йорк.

## Биография
Ван Кортленд родился в Нью-Йорке, в семье Филиппа Ван Кортленда (1683—1746). Его дед по отцовской линии, Стефанус Ван Кортленд (1643—1700), был мэром Нью-Йорка в 1677−1678 и 1686—1688 годах. Мэрами Нью-Йорка были также его родственники, дядя Иоганнес де Пейстер-младший (1666—1711) (с 1698 по 1699 год) и двоюродный дед Якобус Ван Кортленд (1658—1739) (с 1719 по 1720 год).
Пьер Ван Кортленд впервые был избран в Ассамблею штата Нью-Йорк в марте 1768 года и до 1775 года находился в этом органе в качестве представителя поместья своей семьи. Впоследствии он стал членом Второго провинциального конгресса в 1775—1776 годах, а в 1776 году занял должность председателя Комитета безопасности. В 1776—1777 годах Ван Кортленд был президентом Конституционного съезда штата Нью-Йорк, а в 1777—1795 годах исполнял должность вице-губернатора штата. 9 июля 1776 года он был среди тридцати восьми делегатов законодательного собрания Нью-Йорка, собравшихся в городе Уайт-Плейнс и одобривших Декларацию независимости.
С началом Войны за независимость Пьер Ван Кортленд командовал Третьим Вестчестерским полком ополчения, сначала находясь в звании полковника, а затем генерала. Джордж Вашингтон называл Пьера Ван Кортленда своим самым верным другом и союзником. Будучи заместителем губернатора Нью-Йорка Джорджа Клинтона, Пьер Ван Кортленд руководил революционным правительством нового государства и всей его военной деятельностью. 25 ноября 1783 года, как искренний патриот, сопровождал генерала Вашингтона в его триумфальной поездке в Нью-Йорк. 6 июля 1784 года он стал почетным членом Ордена Цинцинната штата Нью-Йорк. В 1787 году Ван Кортленд был избран президентом съезда штата Нью-Йорк в Покипси, который ратифицировал Конституцию Соединенных Штатов.

## Семья
Ван Кортландт женился на своей троюродной сестре, Джоанне Ливингстон (1722—1808), дочери Корнелии Бикман (1693—1742), племяннице Герардуса Бикмана и внучке Вильгельмуса Бикмана , и Гилберте Ливингстоне (1690—1746), сыне Роберта Ливингстона Старшего (1654—1728) и Алиды Скайлер (1656—1727). У них были следующие дети: 
1. Филипп Ван Кортленд (1749—1831), который не был женат и не имел детей. Бриг, генерал во время Американской революции. Он был одним из 35 офицеров, которые вместе с Вашингтоном подписали учреждение Общества Цинциннати , и служил казначеем Нью-Йоркского общества с 1783 по 1788 год, а также представителем Соединенных Штатов от Нью-Йорка с 1793 по 1809 год.
2. Кэтрин Ван Кортленд (1751—1829), 7 января 1776 года вышла замуж за Авраама Ван Вика (1738—1786), сына Теорода «Олдермена» Ван Вика и Хелены Сантфорд. Кэтрин и Авраам Ван Вик были родителями троих сыновей: Теодора (1776—1841), который женился на Мэри Хауэлл Стретч (1780—1846), внучке Сэмюэля «Торговца» Хауэлла и Сары Стретч; Пьера Ван Кортленда Ван Вика (1778—1827), который женился на Элис Янг; и Филиппа Гилберта (1786—1870), который женился на Мэри Гардинер.
3. Корнелия Ван Кортленд (1753—1847), в 1769 году вышла замуж за Джерарда Г. Бикмана-младшего (ум. 1822).
4. Гертруда Ван Кортленд (1755—1766).
5. Гилберт Л. Ван Кортленд (1757–1786), умерший бездетным и бывший капитаном полка поместья Кортландт в 1776 году.
6. Стивен Ван Кортленд (1760—1775), солдат Революции.
7. Пьер Ван Кортленд-младший (1762—1848), который женился на Кэтрин Клинтон Тейлор (1770—1811), дочери политика Джорджа Клинтона, после смерти своей первой жены женился на Энн Стивенсон (1774—1821), от которой у него был сын Пьер Ван Кортленд III (1815—1884).
8. Энн де Пейстер Ван Кортландт (1766—1855), вышедшая замуж за Филиппа С. Ван Ренсселера (ум. 1824), мэра Олбани , штат Нью-Йорк.

## Наследие
В честь Пьера Ван Кортленда был назван округ Кортленд, а также города Кортленд и Кортлендт в штате Нью-Йорк.